# Euzetacanthus simplex
Euzetacanthus simplex is een soort haakworm uit het geslacht Euzetacanthus. De worm behoort tot de familie Arhythmacanthidae. Euzetacanthus simplex werd in 1810 beschreven door Rudolphi.